# Garant (Rebsorte)
Garant (auch FR 515-91 r) ist eine pilzwiderstandsfähige (Piwi) Neuzüchtung von Norbert Becker am Staatlichen Weinbauinstitut Freiburg. Es handelt sich hierbei um eine Weißweinsorte, die eine hohe Resistenz gegenüber echtem und falschem Mehltau besitzt.
Das Weinbauinstitut Freiburg betreibt u. a. die Züchtung pilzwiderstandsfähiger Rebsorten (siehe auch Ökologischer Weinbau). Neben der Sorte Garant wurden am Staatlichen Weinbauinstitut Freiburg mit Cabernet Carbon, Cabernet Carol, Cabernet Cortis, Cabernet Cantor, Baron, Prior, Merzling und Monarch Rotweinsorten und mit Bronner, Helios, Solaris, Souvignier gris und Muscaris weitere Weißweinsorten als Züchtungserfolge mit im Jahr 2008 über 350 Hektar in den Markt eingeführt. Die Rebsorte Johanniter stammt ebenfalls aus Freiburg.

## Beschreibung
1991 erfolgte die Kreuzung aus den beiden Sorten Solaris × Muscat Bleu. Die Rebsorten Galanth, Osella und Rosina entstanden aus Kreuzungen der gleichen Elternpaare.
Sie hat große, lockerbeerige Trauben mit grüner bis gelber Beerenfarbe und findet als Tafeltraube und Zierrebe Verwendung. Die großen, knackigen Beeren haben ein leichtes Muskataroma. Garant ist früh reifend, die Trauben können ab Anfang September geerntet werden.
Synonyme: Zuchtstammnummer FR 515-91 r